# Battaglia di Clisson
La battaglia di Clisson (o di Le Pallet) è stata una battaglia della prima guerra di Vandea combattuta il 22 settembre 1793 a Clisson.

## La battaglia
In seguito alla sconfitta delle sue truppe a Torfou, il generale Canclaux decise di ripiegare su Nantes. Tuttavia il convoglio repubblicano in marcia fu attaccato dai vandeani sulla sua retroguardia. Questi presero molti carri con armi e munizioni e le ambulanze repubblicane uccidendo i feriti della battaglia di Tiffauges.
Ma le forze vandeane erano due volte meno numerose e attesero i rinforzi di Louis Marie de Lescure e François Charette, che però non arrivarono, i due infatti dopo la vittoria che ottennero a Montaigu decisero di attaccare i repubblicani di Saint-Fulgent e inviarono una lettera a Bonchamps chiedendogli di aspettarli ritardando l'attacco, ma il messaggero arrivò troppo tardi. Il piano dei vandeani prevedeva che Lescure e Charette attaccassero alle spalle i repubblicani tagliandogli la fuga, ma non ricevendo la lettera non potevano sapere che gli altri due generali non sarebbero arrivati.
I generali vandeani dopo aver lanciato tre offensive, che erano tutte fallite, decisero di interrompere il combattimento a Le Pallet e si ritirarono dalla battaglia e i repubblicani poterono così riacquistare Nantes senza problemi.